# Paul Mitchell (Fußballspieler, 1981)
Paul Alexander Mitchell (* 26. August 1981 in Stalybridge) ist ein ehemaliger englischer Fußballspieler und heutiger Scout. Seit Februar 2018 ist er als Head of Recruitment and Development verantwortlich für den Scouting-Bereich des Bundesligisten RB Leipzig.

## Werdegang

### Karriere als Fußballspieler
Mitchell begann seine Karriere 1999 bei Wigan Athletic und verblieb sechs Jahre lang im Verein. Während dieser Zeit wurde er mehrmals verliehen, genauer an den Halifax Town AFC, den Swindon Town FC und die Milton Keynes Dons. Kurz nach Wigans Aufstieg in die Premier League im Jahr 2015 verließ er den Verein aus Greater Manchester. In der Vorsaison hatte er lediglich einen Einsatz in der Football League Championship absolvieren dürfen. Es folgte ein erneutes, diesmal dauerhaftes Engagement in Milton Keynes. Für die Dons stand er bis 2009 über siebzigmal auf dem Feld, zeitweise auch als deren Mannschaftskapitän. Zwei kurzzeitige Leihgeschäfte brachten ihn 2007 zum AFC Wrexham und 2008 zum FC Barnet. Am 6. Januar 2009 gab er seinen Abschied aus dem Profifußball bekannt, nachdem er sich schon 2007 folgenreich an Bein und Knöchel verletzt hatte.

### Karriere als Scout
Mitchell wurde im Jahr 2010 der Posten des Chefscouts (Head of Recruitment) der Milton Keynes Dons übertragen. Im Januar 2012 wechselte er zum damaligen Championship-Verein FC Southampton. Für die Südengländer scoutete er unter anderem Sadio Mané, Dušan Tadić und Dejan Lovren. Vom November 2014 bis zum März 2017 war er für den Erstligisten Tottenham Hotspur tätig. So holte er etwa Dele Alli, Kieran Trippier und Toby Alderweireld  an die White Hart Lane. Seit Februar 2018 fungiert er als Head of Recruitment and Development für RB Leipzig.